# Simões
Pour les articles homonymes, voir Simões (homonymie).
Simões est une municipalité brésilienne située dans l'État du Piauí.